# Industrihydraulik
Industrihydraulik är ett begrepp som används i kommersiella sammanhang inom hydraultekniken som hänförs till tillämpningsområdet för ett visst sortiment av hydraulkomponenter. Exempel på industrihydraulik är hydraulpumpar, hydraulventiler och hydraulcylindrar som används för en verktygsmaskin inom industrin.